# Rheinland-Pfalz-Tag

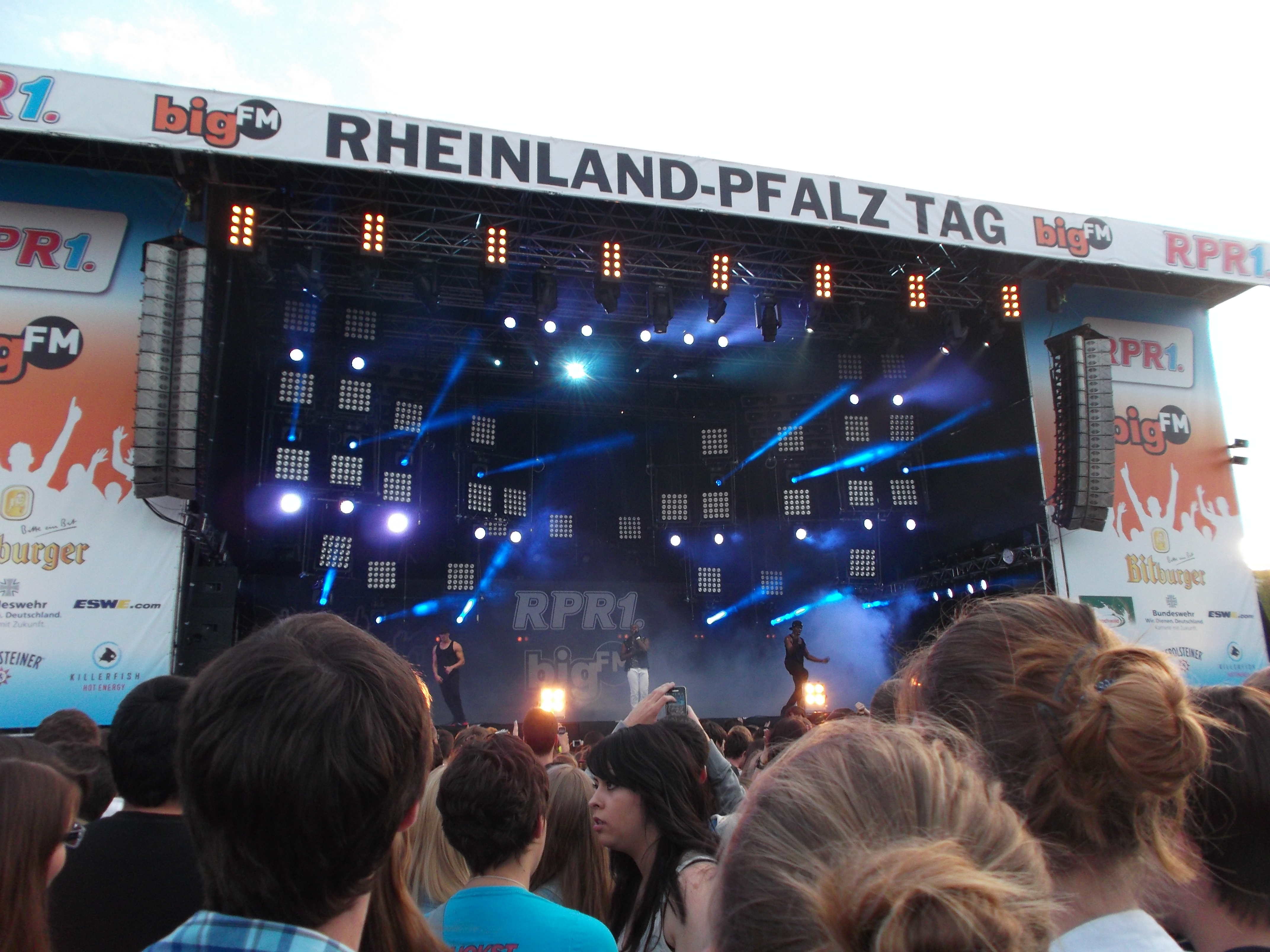
Freilichtbühne der Radiopartner RPR1 und bigFM auf dem Rheinland-Pfalz-Tag 2012 in Ingelheim

Der Rheinland-Pfalz-Tag ist das – bis 2023 jährlich wiederkehrende – Landesfest von Rheinland-Pfalz, das jeweils in einer anderen Stadt des Bundeslandes stattfindet. Veranstalter ist die jeweilige Kommune in Zusammenarbeit mit dem Land Rheinland-Pfalz. Seitens der Landesregierung wird das Landesfest in der Staatskanzlei koordiniert und organisiert.
Im Oktober 2022 gab die Staatskanzlei Rheinland-Pfalz bekannt, dass die Veranstaltung nach dem Jahr 2023 nur noch alle zwei Jahre stattfinden soll.

## Geschichte
Die Rheinland-Pfalz-Tage wurden 1984 durch den damaligen Ministerpräsidenten Bernhard Vogel in das Leben gerufen. Ab 2023 wird der Rheinland-Pfalz-Tag nur noch alle zwei Jahre stattfinden.
| Zeittafel | Zeittafel | Zeittafel |
| --- | --- | --- |
| - 1984: Koblenz - 1985: Trier - 1986: Worms - 1987: Mainz - 1988: Kaiserslautern - 1989: Zell (Mosel) - 1990: Speyer - 1991: Montabaur - 1992: Ludwigshafen am Rhein - 1993: Neuwied - 1994: Wittlich - 1995: Frankenthal (Pfalz) - 1996: Andernach - 1997: Pirmasens - 1998: Saarburg | - 1999: Boppard - 2000: Mainz - 2001: Landau in der Pfalz - 2002: Zweibrücken - 2003: Koblenz - 2004: Nierstein und Oppenheim - 2005: Bad Ems - 2006: Speyer - 2007: Baumholder - 2008: Bad Neuenahr-Ahrweiler - 2009: Bad Kreuznach - 2010: Neustadt an der Weinstraße - 2011: Prüm - 2012: Ingelheim am Rhein - 2013: Pirmasens | - 2014: Neuwied - 2015: Ramstein-Miesenbach - 2016: Alzey - 2017: Wegen des „Deutschlandfestes“ am Tag der Deutschen Einheit in Mainz keine Bewerbungsannahme - 2018: Worms - 2019: Annweiler am Trifels - 2020: Andernach (abgesagt wegen der COVID-19-Pandemie in Deutschland) - 2021: Boppard (abgesagt wegen der COVID-19-Pandemie in Deutschland) - 2022: Mainz (durchgeführt auch als 75. Landesjubiläumsfeier) - 2023: Bad Ems - 2025: ursprünglich Landau, wurde im Juni 2024 auf Neustadt an der Weinstraße geändert |

## Zweck und Bedeutung
Rheinland-Pfalz ist kein homogen gewachsenes Bundesland. Deshalb soll der Rheinland-Pfalz-Tag die Menschen aus allen Regionen des Landes zusammenführen, damit sie wechselseitig ihre Sitten und Bräuche kennenlernen. Dabei bietet das Landesfest den Besuchern einen Einblick in die kulturelle und gesellschaftliche Vielfalt von rheinland-pfälzischen Vereinen und Gruppierungen. Auf einem überschaubaren Areal findet ein Informations- und Unterhaltungsprogramm statt, das alle Bevölkerungsschichten und Altersgruppen gleichermaßen ansprechen soll. Die Veranstaltung passt sich den Eigenarten und regionalen Besonderheiten an, beispielsweise in Bezug auf regionales Brauchtum oder kulinarische Besonderheiten.
Der Rheinland-Pfalz-Tag ist nach einer Umfrage in Rheinland-Pfalz für 80 % der Bürger ein Begriff, jeder zweite Rheinland-Pfälzer hat das Landesfest schon einmal besucht. Das Fest umfasst, anders als ein Volksfest oder ein Jahrmarkt, alle gesellschaftlichen Strömungen quer durchs Land und bildet sie am Veranstaltungsort an einem Wochenende, an drei Tagen, ab.
Für die austragende Stadt bietet der Rheinland-Pfalz-Tag eine Möglichkeit, sich zu präsentieren. Nicht nur an den drei Tagen des Festes werden ein zusätzliches Gästeaufkommen und ein großes Medieninteresse registriert, das Landesfest wirkt sich auch nachhaltig positiv auf das allgemeine Besucheraufkommen der Stadt aus.

## Teilnehmer, Bewerbungen und Umfang
Das Teilnehmerfeld ist breit gefächert: Landesregierung und Landtag, Städte und Landkreise, Medien, Landesverbände wie Sportbund, Landesfeuerwehrverband Rheinland-Pfalz etc., Landesämter und -anstalten, überregionale Verbände (IHK, HWK), deutsche und amerikanische Streitkräfte, Selbsthilfeorganisationen, Sicherheits- und Hilfeorganisationen wie Feuerwehr, Polizei, THW, DRK.
Bewerbungen für Infostände, Ausstellungen und Festzugbeiträge sind an die zuständige Stadt- oder Kreisverwaltung zu richten, die über die Zulassung entscheidet. Über Bewerbungen für Gastronomie- und Weinstände entscheidet die Staatskanzlei in Abstimmung mit der Ausrichterstadt.
Ein Rheinland-Pfalz-Tag hat durchschnittlich etwa 10.000 aktive Teilnehmer. Zehn bis fünfzehn Bühnenstandorte werden benötigt, davon sechs Großbühnen. Das Festgelände muss Platz für etwa 100 Stände bieten, etwa 10.000 Parkplätze und etwa 3000 Übernachtungsmöglichkeiten sind vonnöten. Für Aktive werden zusätzlich zwei bis drei Turnhallen mit Feldbetten für einfache Übernachtungsmöglichkeiten gebraucht. Fünf bis sieben öffentliche Gebäude müssen für Ausstellungen zur Verfügung stehen und etwa zehn zusätzliche größere Flächen für Aktionen verschiedener Art.
Die Größenordnung des Zuschauerzuspruchs bei den Veranstaltungen liegt stets im sechsstelligen Bereich; so wurden beim 27. Rheinland-Pfalz-Tag vom 11. bis 13. Juni 2010 in Neustadt an der Weinstraße 350.000 bis 400.000 Besucher gezählt.